# Comuna Tătărăuca Veche, Soroca
Comuna Tătărăuca Veche este o comună din raionul Soroca, Republica Moldova. Este formată din satele Tătărăuca Veche (sat-reședință), Decebal, Niorcani, Slobozia Nouă, Tătărăuca Nouă și Tolocănești.

## Demografie
Conform datelor recensământului din 2014, comuna are o populație de 1.770 de locuitori. La recensământul din 2004 erau 2.203 locuitori.

## Administrație și politică
Componența Consiliului local Tătărăuca Veche (9 consilieri), ales la 5 noiembrie 2023, este următoarea:
|  | Partid                                       | Consilieri | Componență | Componență | Componență |
|  | -------------------------------------------- | ---------- | ---------- | ---------- | ---------- |
|  | Partidul Socialiștilor din Republica Moldova | 3          |            |            |            |
|  | Partidul Acțiune și Solidaritate             | 2          |            |            |            |
|  | Platforma Demnitate și Adevăr                | 1          |            |            |            |
|  | Partidul Comuniștilor din Republica Moldova  | 1          |            |            |            |
|  | Candidat independent ALEXANDR DOLGHIER       | 1          |            |            |            |
|  | Candidat independent ANATOLII PUICA          | 1          |            |            |            |